# Nobuyuki Idei
Nobuyuki Idei (出井 伸之 Idei Nobuyuki?,  Tokio, 22 de noviembre de 1937-ibídem, 2 de junio de 2022) fue un empresario japonés, Presidente Consejero Delegado del Grupo Sony Corporation hasta el 7 de marzo de 2005. También fue director de General Motors, Baidu, Yoshimoto Kogyo y Nestlé.

## Biografía
Después de un accidente cerebrovascular el marginado expresidente Akio Morita, el CEO de Sony y nuevo presidente Norio Ohga seleccionó a Idei para ser el próximo presidente, una decisión que causó sorpresa en Sony. Sus reorganizaciones panorámicas de la compañía incluyen el recorte de la junta directiva de 38 miembros dominado por gestión de la empresa a 10 con una presencia sustancial de los forasteros. Ya percibido como fuerza impulsora de la compañía, fue nombrado formalmente Idei co-CEO en 1998 y el único CEO en 1999. En el año 2000, mientras que Ohga se mantuvo como presidente de la Junta, Idei fue nombrado presidente ejecutivo y Kunitake Andō se convirtió en presidente.
En 2003, en el retiro de Ohga, Idei se convirtió en el único pPresidente, y el título de consejero delegado fue alterado para ser director ejecutivo del Grupo. El 7 de marzo de 2005, se anunció que Idei sería sucedido el 22 de junio por Sir Howard Stringer.
En 2006, Idei se unió a la junta que lleva Accenture. El 28 de septiembre de 2011, Idei se incorporó al Consejo de Administración de Lenovo.
El 15 de julio de 2014, Idei se incorporó al Consejo de Administración de Tecnologías de ZL. ZL Technologies CEO Kon Leong señaló que "el Sr. Idei se une a un consejo asesor en ZL representada por líderes de pensamiento de diversos orígenes e industrias. ZL Technologies enfoque visionario de permitir gobierno de la información total de los datos corporativos para reducir los riesgos y mejorar el rendimiento estratégico es ganando rápidamente tracción entre las empresas más grandes del mundo. Estamos muy contentos de dar la bienvenida al Sr. Idei, que se encuentra entre los principales asesores estratégicos en el mundo de los negocios ".
El 5 de febrero de 2015 Idei se retiró de la junta directiva de Accenture.
Idei estaba casado y tenía una hija. Murió el 2 de junio de 2022 por insuficiencia hepática. Tenía 84 años.